# حبيل المسويدا (المسيمير)

تعديل مصدري - تعديل

حبيل المسويدا هي إحدى قرى عزلة المسيمير بمديرية المسيمير التابعة لمحافظة لحج، بلغ تعداد سكانها 294 نسمة حسب تعداد اليمن لعام 2004.